# Fortunato
Fortunato és una pel·lícula de comèdia d'Espanya del 1942 dirigida per Fernando Delgado de Lara, amb un guió basat en una obra dels germans Álvarez Quintero i protagonitzada per Antonio Vico, Carmen Carbonell i Florencia Bécquer. Era un estil similar a les pel·lícules italianes de telefoni bianchi.

## Sinopsi
Fortunato és un pobre home, ingenu i maldestre pare de família, que s'ha quedat sense treball i prova sort en tots els oficis que troba. Tanmateix sembla que el seu nom no va d'acord amb la seva situació, ja que, per més que ho intenta, la fortuna no vol somriure-li.

## Repartiment
- Antonio Vico Camarero - Fortunato
- Carmen Carbonell - Rosario
- Florencia Bécquer - Amaranta
- Anselmo Fernández - Victorio
- Manuel San Román - Alberto
- José Alburquerque - Maître
- Esteban Lehoz - Tenor
- María Luisa Arias - Constanza
- Joaquina Carreras - Remedios
- Pablo Hidalgo - Cabo de Comparsas
- Mariano Alcón - Sabatino
- Pedro Chicote - Glotter
- Luisa Jerez - Inés
- Esmeralda de Seslavine - Tiple
- Emilio Santiago
- Antonio P. Soriano
- Luis Alonso Murillo
- Pastora Peña

## Premis
Va rebre el sisè premi als Premis del Sindicat Nacional de l'Espectacle de 1942.